# Дехкаде-Асаєш
Дехкаде-Асаєш (перс. دهكده اسايش) — село в Ірані, входить до складу дехестану Бакешлучай у Центральному бахші шахрестану Урмія провінції Західний Азербайджан.